# Busksvin
Busksvin (Potamochoerus larvatus) är en art i familjen svindjur som förekommer i östra och södra Afrika.

## Kännetecken
Busksvinet har inte lika stora kontraster i pälsfärgen som det nära besläktade penselsvinet. Färgen varierar beroende på individens ålder och även mellan exemplar från olika regioner. Hos ungar som diar sin mor har pälsen en brun grundfärg och flera ljusa gulbruna strimmor. Cirka tre månader efter födelsen får ungdjur en rödbrun päls. Pälsfärgen ändrar sig sedan stegvis och när individen är könsmogen har den oftast en mörkgrå till svart päls. Några exemplar i nordöstra delen av utbredningsområdet har däremot den rödaktiga eller bruna pälsen kvar under senare livet. Påfallande är djurets ljusa man på ryggen. Arten har små tofsar vid bägge öron men de är inte lika bra utvecklade som hos penselsvinet. Hos flera hanar förekommer dessutom vit päls i ansiktet som bildar en ansiktsmask. En tofs vid svansens slut liknar en fjäder. Betar finns hos bägge kön. Dessa förlängda hörntänder finns i övre och undre käken. Betarna är inte lika långa som hos släktet Phacochoerus (med vårtsvinet) med en maximal längd lite över 30 centimeter.
Hanar når en kroppslängd (huvud och bål) mellan 110 och 155 centimeter, en svanslängd av 33,5 till 43 centimeter och en vikt mellan 55 och 93 kilogram. Honor är med en kroppslängd av 110 till 140 centimeter, en svanslängd av 30,5 till 43 centimeter och en vikt av 54 till 85 kilogram lite mindre. Bakfötterna är 21,5 till 29 centimeter långa och öronen är 15 till 20 centimeter stora.
Mankhöjden är 55 till 80 centimeter.

## Utbredning och habitat
Busksvinet är inte lika känt som vårtsvinet men djuret har det största beståndet och den största utbredningen i Afrika. Utbredningsområdet ligger i östra och södra Afrika och sträcker sig från Etiopien, Eritrea och Sydsudan till Sydafrika. Arten saknas i Namibia och i Sydafrika är populationen vid södra kusten skild från populationen i landets nordöstra del. Den senare har koppling till övriga populationer. Djuret lever i låglandet och i bergstrakter. Vid Kilimanjaro når det 4000 meter över havet. Arten är anpassad till olika habitat och lever både i regnskogen, i torra skogar, i träskmarker och i savanner med buskar. Arten saknas bara i särskilt torra regioner som Sahel eller halvöknar. Busksvinet undviker alltför öppna områden. Det är inte rädd för människor och förekommer även på jordbruksmark eller i byarnas närhet. I busksvinets levnadsområde finns alltid buskar eller högt gräs där djuret kan gömma sig.
Förvildade populationer finns även på öar som Madagaskar, Komorerna och Mayotte. De var ursprungligen introducerade av människan.

## Levnadssätt
Arten är huvudsakligen aktiv på senare eftermiddagen samt natten och på vintern även under dagens kyligare timmar. Allmänt vilar arten under sommaren mellan klockan 10 och klockan 18 samt under vintern mellan klockan 10 och klockan 14. Under vintern görs ofta ytterligare en rast mellan klockan 2 och klockan 6.
Arten sover i självgrävda bon eller täta buskansamlingar. Busksvin lever i familjegrupper med fyra till tio individer som leds av ett monogamt föräldrapar. Av paret är suggan mer aggressiv mot andra främmande honor än galten mot främmande hanar. Varje grupp har ett revir som är fyra till tio kvadratkilometer stort. Territoriets gränser markeras med vätska från svinets körtlar och med skrapade märken i träd som framkallas med betarna. Vanligen markerar hanen föremål som ligger ovanför marken och båda föräldrar grunden samt objekt som ligger på marken. Om två grupper träffar varandra utstöter de hotande läten men strider uppkommer sällan och i så fall oftare mellan honor. De pressar och slår med trynet mot motståndarens tryne. Infektioner av såren som suggorna får under striden kan medföra individens död. Bredvid familjegrupper finns monogama par utan ungar, ensam levande individer som har ett mer eller mindre fast revir, ensamma vandrande vuxna exemplar samt ungdjur som letar efter en partner.
Svinets största naturliga fiende är leoparden. Rovdjurets bestånd har minskat under senaste tiden och därför har busksvinets population ökat betydligt. Andra fiender är lejon, hyenor och pytonormar samt stora schimpanser och kronörn. Den senare fångar ungar som är upp till 3 månader gamla. När busksvinet blir hotat kan det springa snabbt och även simma bra. Finns ingen flyktmöjlighet försvarar sig djuret mot angriparen.

## Föda
Djurets föda består främst av rötter eller rotfrukter som det gräver ut samt bär, örter och frukter. I södra Sydafrika ingår ofta underjordiska svampar som arter av släktet Rhizopogon i födan. Som allätare äter den även insekter, daggmaskar, ödlor, fågelägg och andra mindre ryggradsdjur. I jordbruksområden har svinet huvudsakligen odlade växter som föda och det betraktas där som skadedjur. I sällsynta fall äts kadaver.
För att hitta födan gräver busksvinet med trynet i lövskiktet. Samtidig används luktsinnet för att upptäcka ätliga föremål.

## Fortplantning
Honan föder vanligen 2 till 6 strimmiga ungdjur efter dräktigheten som varar i cirka fyra månader. Födelsen sker i bon som är polstrad med gräs. Ungarna kan kort efter födelsen gå. Efter två till fyra månader sluter honan att ge di och efter ett till tre år är ungdjuren könsmogna.

## Busksvin och människor
Det tog ganska länge tills dessa djur blev kända i vetenskapliga kretsar. Den första zoologiska beskrivningen gjordes 1648 av Georg Marcgrav. Boken handlade om Brasiliens naturhistoria. Kanske blev djuret införd i Sydamerika av afrikanska slavar.
Enligt flera rapporter ökar busksvinets bestånd i delar Afrika troligtvis på grund av minskningen av rovdjurens population. Hela beståndet uppskattas vara stabilt. Busksvinet anses som skadedjur då den äter grönsaker och jagas även för köttets skull.
I vissa afrikanska regioner och särskilt på Madagaskar blev arten tämjd. En riktig domesticering fanns inte på grund av att tama djur inte förökar sig.

## Systematik
Busksvin och penselsvin räknades tidigare som samma art. Idag listas de på grund av skillnader i morfologin (penselsvinet är mera färgglad) och utbredningsområdet (penselsvinet lever i västra och mellersta Afrika) som olika arter. Tillsammans bildar arterna släktet Potamochoerus.